# Mark McMorris
Pour les articles homonymes, voir McMorris.
Mark McMorris, né le 9 décembre 1993 à Regina, est un snowboardeur canadien. Il est le premier snowboardeur à avoir réalisé en compétition un "backside triple cork 1440".
McMorris a participé à sa première épreuve de Coupe du monde de snowboard durant la saison 2009-2010 et a fini à la huitième place du big air à Québec. Il a continué sa saison avec une victoire en Coupe du monde en slopestyle à Calgary. 
Aux XVe Winter X Games à Aspen, dans le Colorado, il remporte une médaille d'argent à l'épreuve du slopestyle, derrière son compatriote Canadien, Sébastien Toutant. Il a également remporté l'édition 2011 du Air & Style en devançant Peetu Piroiinen, Werner Stock, et Nils Arvidsson lors de la finale. Il a gagné le classement du slopestyle en 2010. 
Lors de sa première participation aux mondiaux de snowboard en 2013 à Stoneham, il réussit à décrocher une médaille d'argent à l'occasion du slopestyle.
Aux Jeux olympiques d'hiver de 2014, il obtient une médaille de bronze lors des épreuves de slopestyle grâce à une deuxième manche notée 88,75.
En 2015, il remporte le slopestyle et le big air aux Winter X Games.
Il remporte une seconde médaille de bronze lors des épreuves de Jeux olympiques d'hiver de 2018 en slopestyle et partage le podium avec son compatriote le québécois Maxence Parrot avec la médaille d'argent. À l'hiver 2022 aux jeux de Beijing, ces deux athlètes canadiens créent une polémique car Maxence Parrot remporte l'or et vient tout juste de se remettre d'un cancer. Mark McMorris, médaillé de bronze une troisième fois, a jugé que la médaille d'or lui revenait plutôt qu'à Maxence puisque la complexité de son parcours était plus grande. La poussière retombée, Mark s'est retiré de l'affaire et a conclu que le québécois méritait bien sa médaille d'or en s'excusant et le félicitant publiquement.

## Accident
Le samedi 25 mars 2017, Mark McMorris se blesse grièvement lors d'une excursion hors-piste, au Canada. Il souffre de plusieurs blessures majeures dont une fracture de la mâchoire, fracture du bras gauche, rupture de la rate, fracture du bassin, des fractures des côtes et un affaissement d'un poumon.

## Palmarès

### Jeux olympiques
| Épreuve / Édition   | Slopestyle |
| JO 2014 Sotchi      | Bronze     |
| JO 2018 Pyeongchang | Bronze     |
| JO 2022 Pékin       | Bronze     |

### Championnats du monde
| Épreuve / Édition                   | Slopestyle | Big air |
| Mondiaux 2013 Stoneham              | Argent     | -       |
| Mondiaux 2019 Park City-Deer Valley | Argent     | -       |
| Mondiaux 2021 Aspen                 | -          | Or      |

### Coupe du monde
- 1 gros globe de cristal :
  - Vainqueur du classement freestyle en 2017.
- 1 petit globe de cristal :
  - Vainqueur du classement big air en 2017.
- 9 podiums dont 4 victoires en carrière.

#### Différents classements en Coupe du monde
| Année/Classement | Général | Général | Big Air | Big Air | Parallèle | Parallèle | Slopestyle | Slopestyle |
| ---------------- | ------- | ------- | ------- | ------- | --------- | --------- | ---------- | ---------- |
| Année/Classement | Class.  | Points  | Class.  | Points  | Class.    | Points    | Class.     | Points     |
| 2009-2010        | 155e    | 320     | 31e     | 320     | —         | —         | —          | —          |
| 2010-2011        | 55e     | 513     | 24e     | 513     | —         | —         | —          | —          |
| 2012-2013        | 94e     | 160     | —       | —       | 205e      | 0         | 39e        | 160        |
| 2016-2017        | 1er     | 4 200   | 1er     | 2 600   | —         | —         | 3e         | 1 600      |
| 2017-2018        | 32e     | 1 000   | 10e     | 1 000   | —         | —         | —          | —          |
| 2019-2020        | 40e     | 826     | 12e     | 826     | —         | —         | —          | —          |
| 2020-2021        |         |         |         |         |           |           |            |            |

#### Détail des podiums
| # | Date       | Rés. | Lieu     | Discipline |
| - | ---------- | ---- | -------- | ---------- |
| 1 | 30.01.2010 | 1er  | Calgary  | Slopestyle |
| 2 | 12.11.2016 | 3e   | Milan    | Big Air    |
| 3 | 26.11.2016 | 1er  | Alpensia | Big Air    |
| 4 | 20.01.2017 | 2e   | Laax     | Slopestyle |
| 5 | 11.02.2017 | 1er  | Québec   | Big Air    |
| 6 | 12.02.2017 | 2e   | Québec   | Slopestyle |
| 7 | 25.11.2017 | 1er  | Pékin    | Big Air    |
| 8 | 02.11.2019 | 2e   | Modène   | Big Air    |

### X Games
McMorris a remporté un grand nombre de titres et de médailles aux Winter X Games, dépassant même la légende Shaun White, qui détenait le record jusqu'en 2019.
| Épreuve/Édition       | Lieu      | Big Air | Slopestyle |
| --------------------- | --------- | ------- | ---------- |
| Winter X Games : 2011 | Aspen, CO | 4e      | 2e         |
| Winter X Games : 2012 | Aspen, CO | 1er     | 1er        |
| Winter X Games : 2013 | Aspen, CO | 2e      | 1er        |
| Winter X Games : 2014 | Aspen, CO | —       | 2e         |
| Winter X Games : 2015 | Aspen, CO | 1er     | 1er        |
| Winter X Games : 2016 | Aspen, CO | 2e      | 1er        |
| Winter X Games : 2017 | Aspen, CO | 3e      | 3e         |
| Winter X Games : 2018 | Aspen, CO | 4e      | 3e         |
| Winter X Games : 2019 | Aspen, CO | 2e      | 1er        |
| Winter X Games : 2020 | Aspen, CO | 2e      | 7e         |
| Winter X Games : 2021 | Aspen, CO | —       | —          |

| Épreuve/Édition       | Lieu    | Big Air | Slopestyle |
| --------------------- | ------- | ------- | ---------- |
| X Games Europe : 2012 | Tignes  | —       | 2e         |
| X Games Europe : 2013 | Tignes  | —       | 2e         |
| X Games Europe : 2017 | Hafjell | 1er     | 6e         |
| X Games Europe : 2018 | Oslo    | 6e      | —          |
| X Games Europe : 2019 | Oslo    | 5e      | —          |
| X Games Europe : 2020 | Hafjell | 1er     | 2e         |

### Autres
- 2018 :  — US Open Championship (Slopestyle).
- 2021 :  — Étape du Natural Selection Tour ( Jackson Hole, WY)[2].